# Ophiomyia slovaca
Ophiomyia slovaca är en tvåvingeart som beskrevs av Cerny 1994. Ophiomyia slovaca ingår i släktet Ophiomyia och familjen minerarflugor.
Artens utbredningsområde är Slovakien. Inga underarter finns listade i Catalogue of Life.